# Generaal-gouvernement West-Siberië
Het generaal-gouvernement West-Siberië (Russisch: Западно-Сибирское Генерал-губернаторство, Zapadno-Sibirskoe General-goebernatorstvo) was een generaal-gouvernement van het keizerrijk Rusland. Het bestond van 1822 tot 1882. Het generaal-gouvernement ontstond uit het generaal-gouvernement Siberië, en het gebied ging uiteindelijk op in het generaal-gouvernement Steppen. De hoofdstad wisselde tussen Tobolsk en Omsk.

## Geschiedenis
Het gouvernement ontstond op 22 juli 1822 doordat toenmalig gouverneur Michail Speranski  het gebied afsplitste van het Generaal-gouvernement Siberië. Het plan voordeze  opsplitsing had Sperinski al op 26 januari bedacht om het generaal-gouvernement Siberië in een westelijk en oostelijk deel te verdelen. 
De nieuwe gouverneur-generaal, Pjotr Kaptsevitsj, verplaatste de residentie in 1824 van Tobolsk naar Omsk. De rest van de instelling bleef in Tobolsk waarna Kaptsevits in 1827 zijn ambt neerlegde waarna de residentie terug naar Tobolsk werd verplaatst.
Op 25 november 1832 werd het hoogste bestuur overgebracht naar de algemene directie van Siberië te Omsk. Van 20 tot 29 mei werden de hoogste ambtenaren van de afdeling West-Siberië geplaatst in openbare gebouwen in Omsk werden verplaatst.
Op 18 mei 1882 ging het gebied op in het generaal-gouvernement van de Steppen dat ook Omsk als hoofdstad had.

## Administratieve indeling
- Oblast Omsk
- Gouvernement Tobolsk

Op 8 april 1838 werd de oblast Omsk onderdeel van het gouvernement Tobolsk als de okroeg Omsk. Op 19 mei 1854 werd deze hernoemd tot de oblast van de Siberische Kirgiezen. Op 18 oktober van datzelfde jaar werd een deel van het gebied overgedragen aan de oblast Akmolinsk.